# Zastava bošnjačke nacionalne manjine u Republici Hrvatskoj
Zastava bošnjačke nacionalne manjine u Republici Hrvatskoj je zastava pripadnika bošnjačke nacionalne manjine u Republici Hrvatskoj. Grb bošnjačke nacionalne manjine povijesni je grb u obliku štita plave boje, podijeljen na dva polja dijagonalnom letvicom bijele boje s po tri ljiljana zlatnožute boje u svakom polju. Zastava bošnjačke nacionalne manjine u Republici Hrvatskoj bijele je boje pravougaonog oblika s grbom bošnjačke nacionalne manjine u sredini. Zastava je donekle slična zastavi Republike Bosne i Hercegovine.

## Unutarnje poveznice
- Bošnjaci Sandžaka
- Bošnjaci u Hrvatskoj